# Mac Rae
James Malcolm „Mac“ Rae (* 1938 oder 1939; † 11. August 2021) war ein britischer Jazzmusiker (Schlagzeug, Trompete, Klarinette, Gesang), der vor allem in der nordenglischen Szene des Traditional Jazz tätig war.
Rae spielte in der britischen Trad-Jazz-Szene in verschiedenen Bands. In den 1980er Jahren trat er mit Colin „Kid“ Dawsons Onward New Orleans Jazz Band auf (Album aus dem 100 Club). Weitere Aufnahmen entstanden 1994, als er am Schlagzeug mit Brian Carrick's Heritage Hall Stompers auf dem Keswick Jazz Festival auftrat; zwei Jahre später gastierte er mit Carrick und The New Sydney Stompers im Whitewater Hotel in Newby Bridge. Ab den späten 1990er-Jahren war er als Klarinettist, Trompeter und Vokalist mit The Rae Brothers New Orleans Jazz Band, die er mit seinem Bruder Dave Rae (Banjo, Gesang) leitete, im Outgate Inn in Hawkshead, Cumbria, präsent.
In den folgenden 15 Jahren trat Rae mit dieser Band auf vielen Jazzfestivals auf und nahm mehrere Alben auf, vorwiegend Swing- und Jazzstandards wie „Chinatown, My Chinatown“, „The Darktown Strutters’ Ball“, die Al-Jolson-Nummer „Deep in the Heart of Texas“, „Exactly Like You“, „I Wonder What's Become of Sally“ von 1924, und „Yes Sir, That’s My baby“. Als Vokalist war Rae mit Songs wie „Bell Bottom Trousers“, ein Lied, das Tony Pastor 1945 bekannt machte, „China Boy“, „Down by the Riverside“, „My Darling Nellie Gray“, „Old Fashioned Love“, „Put on Your TaTa Little Girlie“ und „Sentimental Journey“ zu hören. Im Bereich des Jazz war er laut Tom Lord zwischen 1994 und 2011 an 18 Aufnahmesessions beteiligt; 2013 zog er sich aus gesundheitlichen Gründen vom Tourneebetrieb zurück.

## Diskographische Hinweise
- The Rae Brothers New Orleans Jazz Band (1999), mit Clem Avery (tp), Jim Blenkin (trb), Mac Rae (cl,vcl), Dave Rae (bj,vcl), John Robinson (kb), Bob Embleton (dr)
- The Rae Brothers New Orleans Jazz Band: Pelgrimage (PEK, 2000)
- The Rae Brothers New Orleans Jazz Band: Echoes from the Dance Halls (PEK, 2001)
- The Rae Brothers New Orleans Jazz Band: In the Good Old Summer Time (PEK, 2003)
- The Rae Brothers New Orleans Jazz Band: True (PEK, 2011)